# Procedimento per decreto
Il procedimento per decreto è un procedimento penale speciale previsto dal Titolo V, Libro VI del codice di procedura penale italiano.

## Casi di procedimento per decreto (art. 459)
Il pubblico ministero, quando ritiene che si debba applicare soltanto una pena pecuniaria, anche se inflitta in sostituzione di una pena detentiva, può presentare al giudice per le indagini preliminari richiesta motivata di emissione del decreto penale di condanna, indicando la misura della pena e, segnatamente, una pena diminuita sino alla metà rispetto al minimo edittale.
Poiché la pena pecuniaria in sostituzione di una pena detentiva può essere applicata, in base alla disciplina extracodicistica (art. 53, legge 689/1981), nei soli casi in cui la pena detentiva da infliggere in concreto non sia superiore a sei mesi, si deduce che il pubblico ministero può chiedere l'emissione del decreto penale di condanna quando si proceda per delitti o per contravvenzioni puniti con la reclusione o con l'arresto, rispettivamente, non superiore nel minimo ad un anno. La pena pecuniaria richiesta, inoltre, deve essere della stessa specie di quella detentiva sostituita (multa rispetto alla reclusione, ammenda rispetto all'arresto).
Il giudice provvede inaudita altera parte: quando accoglie la richiesta emette il relativo decreto; quando non accoglie la richiesta, restituisce gli atti al pubblico ministero per l'esercizio in altra forma dell'azione penale. Qualora invece sussistano palesi cause di non punibilità, apprezzabili senza ulteriori adempimenti istruttori, il giudice pronuncia sentenza di proscioglimento.
Il pubblico ministero, previa trasmissione del proprio fascicolo, deve presentare la richiesta entro sei mesi dalla data in cui il nome della persona alla quale il reato è attribuito è iscritto nel registro delle notizie di reato. Si tratta tuttavia di un termine ordinatorio e non perentorio, nel senso che l'eventuale emissione di un decreto penale a seguito di una richiesta intempestiva da parte del magistrato inquirente non ne determina la nullità: l'imputato è dunque tenuto, se del caso, a proporre opposizione.
Il procedimento per decreto non è ammesso quando risulta la necessità di applicare una misura di sicurezza personale.

## Requisiti del decreto di condanna (art. 460)
Il decreto di condanna contiene:
- le generalità dell'imputato o le altre indicazioni personali che valgano a identificarlo nonché, quando occorre, quelle della persona civilmente obbligata per la pena pecuniaria;
- l'enunciazione del fatto, delle circostanze e delle disposizioni di legge violate;
- la concisa esposizione dei motivi di fatto e di diritto su cui la decisione è fondata, comprese le ragioni dell'eventuale diminuzione della pena al di sotto del minimo edittale;
- il dispositivo;
- l'avviso che l'imputato e la persona civilmente obbligata per la pena pecuniaria possono proporre opposizione entro quindici giorni dalla notificazione del decreto e che l'imputato può chiedere, mediante l'opposizione, il giudizio immediato, il giudizio abbreviato o l'applicazione della pena su richiesta, ovvero la sospensione del procedimento con messa alla prova.
- l'avvertimento, all'imputato e alla persona civilmente obbligata per la pena pecuniaria, che, in caso di mancata opposizione, il decreto diviene esecutivo;
- l'avviso che l'imputato e la persona civilmente obbligata per la pena pecuniaria hanno la facoltà di nominare un difensore;
- la data e la sottoscrizione del giudice e dell'ausiliario che lo assiste.

Con il decreto di condanna, il giudice
- applica la pena nella misura richiesta dal pubblico ministero indicando l'entità dell'eventuale diminuzione della pena stessa al di sotto del minimo edittale;
- ordina la confisca, nei casi in cui essa è obbligatoria, o la restituzione delle cose sequestrate;
- concede la sospensione condizionale della pena.

Se ne ricorrono i presupposti, dichiara altresì la responsabilità della persona civilmente obbligata per la pena pecuniaria.
Copia del decreto è comunicata al pubblico ministero ed è notificata con il precetto al condannato, al difensore d'ufficio o al difensore di fiducia eventualmente nominato ed alla persona civilmente obbligata per la pena pecuniaria. Se non è possibile eseguire la notificazione per irreperibilità dell'imputato, il giudice revoca il decreto penale di condanna e restituisce gli atti al pubblico ministero. La Corte costituzionale ha dichiarato l'illegittimità della norma nella parte in cui non prevede la revoca del decreto penale di condanna e la restituzione degli atti al pubblico ministero anche nel caso in cui non sia possibile la notificazione nel domicilio dichiarato.
Il decreto penale di condanna non comporta la condanna al pagamento delle spese del procedimento, né l'applicazione di pene accessorie; inoltre, anche se divenuto esecutivo, non ha efficacia di giudicato nel giudizio civile o amministrativo.
Il reato è estinto se nel termine di cinque anni, quando il decreto concerne un delitto, o nel termine di due anni, quando il decreto concerne una contravvenzione, l'imputato non commette un delitto o una contravvenzione della stessa indole. In tal caso, si estingue ogni effetto penale e la condanna non è comunque di ostacolo alla concessione di una successiva sospensione condizionale della pena.
Accoglimento e rigetto
il giudice può accogliere o rigettare la richiesta, quando non condivide la qualificazione giuridica proposta dal pubblico ministero, se non ritiene congrua la pena indicata, se reputa necessari approfondimenti di indagine su determinati temi. Può anche emettere direttamente sentenza di assoluzione secondo l'art 129 del codice di procedura penale.

### Opposizione (art. 461)
Nel termine di quindici giorni dalla notificazione del decreto, l'imputato e la persona civilmente obbligata per la pena pecuniaria, personalmente o a mezzo del difensore eventualmente nominato, possono proporre opposizione mediante dichiarazione ricevuta nella cancelleria del giudice per le indagini preliminari che ha emesso il decreto oppure nella cancelleria del tribunale o del giudice di pace del luogo in cui si trova l'opponente.
La dichiarazione di opposizione deve indicare, a pena di inammissibilità, gli estremi del decreto di condanna, la data del medesimo e il giudice che lo ha emesso. Qualora non abbia già provveduto in precedenza, nella dichiarazione l'opponente può nominare un difensore di fiducia.
Con l'atto di opposizione l'imputato può chiedere al giudice che ha emesso il decreto di condanna il giudizio immediato, il giudizio abbreviato o l'applicazione della pena su richiesta.
L'opposizione è inammissibile, oltre che nei casi in cui non contenga le indicazioni prescritte, anche quando è proposta fuori termine o da persona non legittimata.
Se non è proposta opposizione o se questa è dichiarata inammissibile, il giudice che ha emesso il decreto di condanna ne ordina l'esecuzione. Contro l'ordinanza di inammissibilità l'opponente può proporre ricorso per cassazione.

## Restituzione nel termine per proporre opposizione (art. 462)
L'imputato e la persona civilmente obbligata per la pena pecuniaria sono restituiti nel termine per proporre opposizione a norma dell'articolo 175 comma 2 cpp.

## Opposizione proposta soltanto da alcuni interessati (art. 463)
L'esecuzione del decreto di condanna pronunciato a carico di più persone imputate dello stesso reato rimane sospesa nei confronti di coloro che non hanno proposto opposizione fino a quando il giudizio conseguente all'opposizione proposta da altri coimputati non sia definito con pronuncia irrevocabile. Se l'opposizione è proposta dal solo imputato o dalla sola persona civilmente obbligata per la pena pecuniaria, gli effetti si estendono anche a quella fra le dette parti che non ha proposto opposizione.

## Giudizio conseguente all'opposizione (art. 464)
Quando è proposta opposizione al decreto penale di condanna, il giudizio prosegue in forme diverse a seconda della richiesta dell'opponente.
Se l'opponente ha chiesto il giudizio immediato, il giudice emette il decreto che dispone il giudizio immediato.
Se, invece, l'opponente ha chiesto il giudizio abbreviato, il giudice fissa con decreto l'udienza dandone avviso almeno cinque giorni prima al pubblico ministero, all'imputato, al difensore e alla persona offesa. Quando si instaura il giudizio abbreviato, si applica la disciplina prevista per tale rito, in quanto compatibile; tuttavia, se il giudice revoca l'ordinanza con cui era stato disposto il giudizio abbreviato, fissa l'udienza per il giudizio conseguente all'opposizione.
Se l'opponente ha chiesto l'applicazione della pena su richiesta delle parti, il giudice fissa con decreto un termine entro il quale il pubblico ministero deve esprimere il consenso, disponendo che la richiesta e il decreto siano notificati al pubblico ministero a cura dell'opponente. Qualora il pubblico ministero non abbia espresso il consenso nel termine stabilito, oppure l'imputato, nell'atto di opposizione, non abbia formulato alcuna richiesta, il giudice emette decreto di giudizio immediato.
Il giudice, se è presentata domanda di oblazione contestuale all'opposizione, decide sulla domanda stessa prima di emettere i provvedimenti che dispongono il giudizio immediato, il giudizio abbreviato e l'applicazione della pena su richiesta delle parti.
Nel giudizio conseguente all'opposizione, l'imputato non può chiedere il giudizio abbreviato o l'applicazione della pena su richiesta, né presentare domanda di oblazione.
In ogni caso, il giudice revoca il decreto penale di condanna.
Il giudice può applicare in ogni caso una pena anche diversa e più grave di quella fissata nel decreto di condanna e revocare i benefici già concessi.
Qualora l'imputato sia prosciolto perché il fatto non sussiste, non è previsto dalla legge come reato o è commesso in presenza di una causa di giustificazione, il giudice, con la stessa sentenza di proscioglimento, revoca il decreto di condanna anche nei confronti degli imputati dello stesso reato che non hanno proposto opposizione.
La Corte costituzionale ha dichiarato l'illegittimità della norma:
- nella parte in cui non prevede che il pubblico ministero, in caso di dissenso[dissenso da cosa?], sia tenuto ad enunciarne le ragioni;
- nella parte in cui non prevede che il giudice, che a dibattimento concluso ritenga ingiustificato il dissenso del pubblico ministero, possa applicare all'imputato la riduzione di pena prevista per il giudizio abbreviato;
- nella parte in cui non prevede che il giudice, il quale all'esito del dibattimento ritenga che il processo poteva essere definito allo stato degli atti dal giudice per le indagini preliminari, possa applicare la riduzione di pena prevista.

La Corte costituzionale ha altresì dichiarato l'illegittimità della norma nella parte in cui non prevede che, in caso di rigetto della richiesta di giudizio abbreviato subordinata ad una integrazione probatoria, l'imputato possa rinnovare la richiesta prima della dichiarazione di apertura del dibattimento di primo grado e il giudice possa disporre il giudizio abbreviato.